# The Trespasser
The Trespasser ist ein US-amerikanisches Filmdrama von Edmund Goulding aus dem Jahr 1929.

## Handlung
Marion Donnell arbeitet als Stenotypistin für den Chicagoer Anwalt Hector Ferguson. Sie heiratet Jack Merrick, den Sohn eines wohlhabenden Geschäftsmannes. Doch noch während der Flitterwochen, bringt Jacks Vater seinen Sohn dazu, die Ehe zu annullieren. Der Vater hat Pläne für eine gesellschaftlich adäquatere Hochzeit. Die wütende Marion verlässt Jack.
Über ein Jahr später kehrt Marion, nun Mutter von Jack junior, in die Anwaltspraxis zurück. Finanzielle Probleme verursachen einen Zusammenbruch. Ihr Arbeitgeber Ferguson greift ihr unter die Arme und stellt ihr ein luxuriöses Appartement zur Verfügung. Als Ferguson kurz darauf stirbt, vermacht er ihr eine halbe Million Dollar. Um ihr Kind zu versorgen, benachrichtigt sie Jack, dessen neue Ehefrau Katherine ein Pflegefall ist. Jacks Vater wird klar, dass es einen männlichen Erben aus Jacks erster Ehe gibt, und er verlangt das Sorgerecht für das Kind. Als Katherine einwilligt, sich von Jack scheiden zu lassen, gibt Marion nach. Nach Katherines Tod sind Marion und Jack wieder vereint.

## Hintergrund
Die Produktion von Edmund Goulding, der auch für das Manuskript und die Regie zeichnete, wurde von George Barnes und Gregg Toland photographiert und von Cyril Gardner geschnitten. Das Bühnenbild schuf Stephen Goosson, die Kostüme entwarfen Ann Morgan und René Hubert. Für die Ausstattung waren Ted Dickson und Edward C. Jewell zuständig. Die Tonaufnahmen machten George D. Ellis und Earl A. Wolcott. Die Filmmusik kompilierte und dirigierte Josiah Zuro.
Der zunächst stumm begonnene Film wurde, um konkurrenzfähig zu bleiben, noch nachträglich mit einem sound track nach dem Lichtton-Verfahren RCA Photophone versehen. Mit Rücksicht auf die noch nicht mit Tonapparaturen ausgestatteten Kinos kam auch noch eine stumme Fassung in den Verleih. Der Film maß 2506 Meter über 10 Akte und spielte bei 24 BpS Tonfilmgeschwindigkeit 90 Minuten.
Die Uraufführung fand am 11. November 1929 statt. Gloria Swanson sang in dem Film drei Songs: Love, Your Magic Spell is Everywhere von Edmund Goulding und Elsie Janis, I Love You Truly von Carrie Jacobs Bond (im Duett mit Robert Ames) und Serenade von Enrico Toselli (mit dem Text von Alfredo Silvestri, übersetzt von Sigmund Spaeth). Zwei davon nahm sie im Sommer 1929 bei der Victor Talking Machine Company auf Grammophonplatte auf.
“The Trespasser” wurde europaweit in England und Frankreich, Italien und Spanien, Schweden, Norwegen und Polen gezeigt. In Deutschland erhielt er den Titel „Jenseits der Schranken“.
Unterstützt durch das American Film Institute und die Film Foundation bewahrt das George Eastman House in Rochester NY den Film in seinem Archiv auf.
Der Darsteller des John Merrick, dem Vater von Jack, William Holden, hieß mit bürgerlichem Namen Willis Chester Holt und ist nicht zu verwechseln mit dem Oscarpreisträger William Holden.
Edmund Goulding inszenierte 1937 ein Remake seines Films. Unter dem Titel That Certain Woman spielten Bette Davis und Henry Fonda die Hauptrollen.

## Kritiken
Variety bescheinigte dem Film eine überlegene Regie, die die konventionelle Geschichte erhebe. Mordaunt Hall von der New York Times befand, Regisseur Goulding habe den Film in einer für ihn unüblichen Breite angelegt, was ihm eine den ganzen Film anhaltende Originalität verleihe.

## Auszeichnungen
Bei der dritten Oscarverleihung 1930 war Gloria Swanson für den Oscar in der Kategorie Beste Hauptdarstellerin nominiert.